# Cirkus Kiev
Cirkus Kiev var ett humorprogram som sändes i Sveriges Radio P3 och Yle Radio X3M. Programmet är uppbyggt av sketcher och är P3:s första rena sketchprogram sedan Clownen luktar bensin.
Liksom Clownen luktar bensin använder man sig av återkommande figurer eller situationer, bland annat företaget "Supportteknik" med konflikträdda chefer, odugliga anställda, mobbning och pretentiösa lunchlådor. Andra inslag driver med aktuella händelser och personer och även olika tv- och radioprogram som till exempel Antikrundan och P3:s utrikes- och resemagasin.
Programmet sändes första gången i mitten av 2006 och återkom i januari 2007 på den fasta sändningstiden 16–18 på tisdagar. Cirkus Kiev nominerades 2009 till Radioakademins stora radiopris i kategorin för underhållning.
Medverkande: Sara Andersson Marmnäs, Stina Balkfors, Sanna Eskilsson Juhlin, Nils Juhlin, Per Juhlin, Erland Karling. 
Som vinjett till programmet hörs Trollkarlen Lurifix med Anita Hegerland.

### Fotnoter
1. ↑  ”Svensk mediedatabas”. http://smdb.kb.se/catalog/search?q=%22Cirkus+Kiev%22+typ%3Aradio&sort=OLDEST. Läst 25 juni 2011.